# Wydział Humanistyczny Uniwersytetu Warmińsko-Mazurskiego
Wydział Humanistyczny Uniwersytetu Warmińsko-Mazurskiego (WH, human) – jeden z 16 wydziałów Uniwersytetu Warmińsko-Mazurskiego w Olsztynie. 

## Kierunki studiów

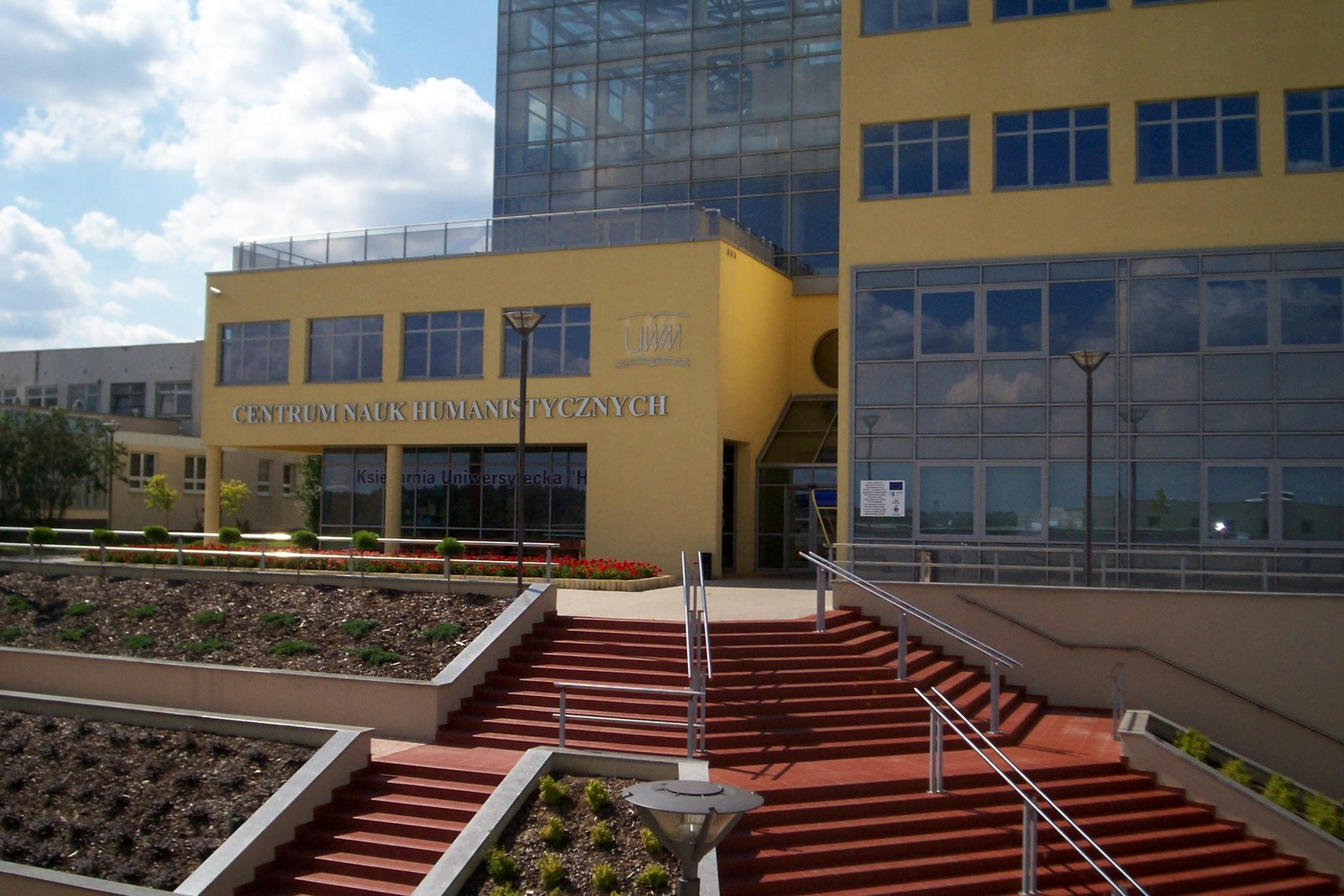
Human

Wydział Humanistyczny prowadzi studia na następujących kierunkach:
- Analiza i kreowanie trendów
- Dziennikarstwo i komunikacja społeczna
- Filologia angielska
- Filologia germańska
- Filologia polska
- Filologia rosyjska
- Filozofia
- Historia
- Interdyscyplinarne studia strategiczne
- Lingwistyka w biznesie
- Logopedia

### Opis kierunków
Na kierunku analiza i kreowanie trendów prowadzone są studia stacjonarne:
- studia pierwszego stopnia – licencjackie (6 sem.)

studia drugiego stopnia – magisterskie (4 sem.)
Na kierunku dziennikarstwo i komunikacja społeczna  prowadzone są studia stacjonarne:
- studia pierwszego stopnia – licencjackie (6 sem.), w zakresie nowe media, w zakresie dokumentalistyka medialna;
- studia drugiego stopnia – magisterskie (4 sem.), w zakresie komunikacja wizerunkowa, w zakresie dziennikarstwo radiowo-telewizyjne

Na kierunku filologia angielska prowadzone są studia stacjonarne:
- studia pierwszego stopnia – licencjackie (6 sem.),  filologia angielska, filologia angielska w zakresie nauczaniai języka angielskiego,
- studia drugiego stopnia – magisterskie (4 sem.),  filologia angielska, filologia angielska w zakresie nauczania języka angielskiego,

oraz studia niestacjonarne:
- studia drugiego stopnia – licencjackie (4 sem.), filologia angielska,

Na kierunku filologia germańska prowadzone są studia stacjonarne:
- studia pierwszego stopnia – licencjackie (6 sem.)
- studia drugiego stopnia – magisterskie (4 sem.),

Na kierunku filologia polska studia prowadzone są studia stacjonarne:
- studia pierwszego stopnia – licencjackie (6 sem.), sp. filologia polska w zakresie  wiedzy o kulturze, filologia polska w zakresie nauczania i języka polskiego
- studia drugiego stopnia – magisterskie (4 sem.), sp. filologia polska w zakresie nauczania języka polskiego, filologia polska i edytorstwo tekstów

Na kierunku filologia rosyjska prowadzone są studia stacjonarne:
- studia pierwszego stopnia – licencjackie (6 sem.),
- studia drugiego stopnia – magisterskie (4 sem.),

Na kierunku filozofia prowadzone są studia stacjonarne:
- studia pierwszego stopnia – licencjackie (6 sem.),
- studia drugiego stopnia – magisterskie (4 sem.),

Na kierunku historia prowadzone są studia stacjonarne:
- studia pierwszego stopnia – licencjackie (6 sem.), historia w zakresie nauczania historii i wiedzy o społeczeństwie oraz w zakresie historii

- studia drugiego stopnia – magisterskie (4 sem.), historia w  zakresie nauczania historii i wiedzy o społeczeństwie, historia w zakresie archiwistyka i zarządzanie dokumentacją współczesną;

Na kierunku interdyscyplinarne studia strategiczne prowadzone są studia stacjonarne:
- studia drugiego stopnia – magisterskie (4 sem.),

Na kierunku logopedia prowadzone są studia stacjonarne:
- studia pierwszego stopnia – licencjackie (6 sem.), fakultety: komunikacja w logopedii, teatr w logopedii

- studia drugiego stopnia - magisterskie (4 sem.), fakultety: logopedia kliniczna, logopedia edukacyjna, logopedia artystyczna,

Na kierunku lingwistyka w biznesie prowadzone są studia stacjonarne:
- studia pierwszego stopnia – licencjackie (6 sem.)
- studia drugiego stopnia – magisterskie (4 sem.)

## Struktura organizacyjna

### Instytut Dziennikarstwa i Komunikacji Społecznej[1]
Dyrektor: Prof. dr hab. Marzena Świgoń
- Katedra Badań Mediów
- Katedra Dziennikarstwa
- Katedra Komunikacji Społecznej
- Pracownia radiowo-telewizyjna

### Instytut Filozofii[2]
Dyrektor: dr hab. Mirosław Pawliszyn, prof. UWM

### Instytut Historii[3]
Dyrektor: dr hab. Andrzej Korytko, prof. UWM
- Katedra Historii Polski
- Katedra Historii Powszechnej
- Katedra Wojskoznawstwa i Studiów Strategicznych
- Pracownia Antropologii i Metodologii Historii
- Pracownia Badań nad Historią PRL-u
- Pracownia Badań nad Historią Mówioną i Dydaktyką Historii
- Pracownia Historii Starożytnej i Kultury Antycznej
- Pracownia Historii Gospodarczej i Kartografii
- Pracownia Edycji Źródeł Historycznych
- Pracownia Historii Warmii i Mazur
- Pracownia Historii Wojskowości
- Pracownia Archiwistyki i Metod Komputerowych
- Pracownia Afrykanistyczna

### Instytut Literaturoznawstwa[4]
Dyrektor: dr hab. Ewa Kujawska-Lis, prof. UWM
- Katedra Literatury Polskiej
- Katedra Literatur i Kultur Anglojęzycznych
- Katedra Literatury i Kultury Krajów Niemieckojęzycznych
- Katedra Literatury i Języka Rosyjskiego

### Instytut Językoznawstwa[5]
Dyrektor: dr hab. Iza Matusiak-Kempa, prof. UWM
- Katedra Języka Polskiego i Logopedii
- Katedra Języka Angielskiego
- Katedra Języka Niemieckiego
- Katedra Lingwistyki Stosowanej

## Władze Wydziału
W kadencji 2022-2024:
| Stanowisko                        |  | imię i nazwisko                            |
| --------------------------------- |  | ------------------------------------------ |
| dziekan                           |  | prof. dr hab. Mariusz Rutkowski            |
| prodziekan ds. rozwoju i promocji |  | dr hab. Joanna Chłosta-Zielonka, prof. UWM |
| prodziekan ds. kształcenia        |  | dr hab. Aneta Jachimowicz, prof. UWM       |
| prodziekan ds.studenckich         |  | dr hab. Izabela Lewandowska, prof. UWM     |

### Poczet dziekanów
- 1969–1974: dr Andrzej Lewicki
- 1974–1977: dr Miron Zbyszko Małyjasiak
- 1977–1981: dr Mirosław Świątecki
- 1981–1982: dr Jadwiga Rudnicka
- 1982–1987: prof. dr hab. Stanisław Szostakowski
- 1987–1990: prof. dr hab. Walenty Piłat
- 1990–1993: prof. dr hab. Andrzej Staniszewski
- 1993–1996: prof. dr hab. Maria Biolik
- 1996–1999: prof. dr hab. Albert Bartoszewicz
- 1999-2005: prof. dr hab. Andrzej Staniszewski
- 2005–2012: dr hab. Norbert Kasparek
- 2012–2022: dr hab. Andrzej Szmyt
- od 2022: prof. dr hab. Mariusz Rutkowski

## Historia Wydziału
Historia Wydziału Humanistycznego sięga 19 czerwca 1969 roku, kiedy powołano drugą w Olsztynie uczelnię wyższą – Wyższą Szkołę Nauczycielską, składającą się z trzech wydziałów: Humanistycznego, Pedagogicznego i Matematyczno-Przyrodniczego. 1 lutego 1970 roku utworzono w strukturach Wydziału dwie jednostki: Zakład Języka i Literatury Pięknej oraz Zakład Nauk Filozoficzno-Społecznych. 20 sierpnia 1974 roku przekształcono Wyższą Szkołę Nauczycielską w Wyższą Szkołę Pedagogiczną nie zmieniając jej jednostek organizacyjnych.
Pod koniec lat 80. nastąpił dynamiczny rozwój nauk humanistycznych na WSP. Powstały wówczas: Instytut Historii (1988 rok), Instytut Nauk Filozoficzno-Społecznych (1989), Instytut Filologii Polskiej (1990), Instytut Słowiańszczyzny Wschodniej (1994) oraz Instytut Prawa i Administracji (1996) i samodzielne Katedry: Filologii Angielskiej, Filologii Germańskiej oraz Socjologii. W 1993 roku Instytut Nauk Filozoficzno-Społecznych zmienił nazwę na Instytut Nauk Politycznych i Filozoficzno-Społecznych, a w 1999 r. został podzielony na dwa Instytuty: Nauk Politycznych oraz Filozofii. Z mniejszych jednostek na Wydziale powstały także samodzielne katedry: Filologii Angielskiej, Filologii Germańskiej oraz Socjologii. 24 marca 1997 r. Wydział otrzymał pierwsze uprawnienia do nadawania stopnia doktora nauk humanistycznych w dyscyplinie: językoznawstwo. Kolejne otrzymał 30 listopada 1998 r. w dyscyplinie literaturoznawstwo oraz 22 lutego 1999 r. z historii.
1 września 1999 roku powołano Uniwersytet Warmińsko-Mazurski na bazie Akademii Rolniczo-Technicznej, Wyższej Szkoły Pedagogicznej oraz Warmińskiego Instytutu Teologicznego. Wydział Humanistyczny wszedł również w te struktury, nie zmieniając swojej nazwy. Za to kilkakrotnie zmieniały się adresy Wydziału: ul. Żołnierska, pl. Jedności Słowiańskiej, ul. ks. Feliksa Szrajbera, a od 10 lutego 2006 roku Wydział Humanistyczny przeniósł się do swojej nowej siedziby przy ul. Kurta Obitza w miasteczku akademickim Kortowo II. Od 29 maja 2006 r. Wydział posiadał pełne prawa do nadawania  stopnia doktora habilitowanego nauk humanistycznych w dyscyplinie historia. Kolejne uprawnienia do nadawania stopnia naukowego doktora w dyscyplinie filozofia otrzymał 28 kwietnia 2008 r. Z kolei 30 września 2010 r. Wydziałowi przyznano uprawnienia do nadawania stopnia doktora habilitowanego nauk humanistycznych w dyscyplinie językoznawstwo.
Przed 2021 rokiem Wydział Humanistyczny posiadał uprawnienia do nadawania stopnia naukowego doktora habilitowanego i doktora w dziedzinie nauk humanistycznych w dyscyplinie historia i językoznawstwo oraz uprawnienia do nadawania stopnia naukowego doktora w dziedzinie nauk humanistycznych w dyscyplinach: językoznawstwo, literaturoznawstwo i filozofia. Prowadził studia doktoranckie w dziedzinie nauk humanistycznych w wyżej wskazanych dyscyplinach.
Po ewaluacji w 2021 Wydział Humanistyczny otrzymał pełnię praw w zakresie prowadzenia postępowań awansowych w pięciu dyscyplinach: językoznawstwo, filozofia, historia, literaturoznawstwo oraz nauki o komunikacji społecznej i mediach. Absolwenci I i II stopnia studiów, mogą kontynuować kształcenie w Szkole Doktorskiej, rekrutując się na wszystkie pięć dyscyplin.   
Najnowsze dokonania badaczy z 5 dyscyplin prezentuje m.in. 7 czasopism naukowych: „Acta Neophilologica”, „Echa Przeszłości”, „Humanistyka i Przyrodoznawstwo”, „Media – Kultura – Komunikacja Społeczna”, „Przegląd Wschodnioeuropejski, „Prace Językoznawcze” i „Prace Literaturoznawcze”. Na wydziale działają: Centrum Kultury i Języka Polskiego dla Cudzoziemców, Centrum Badań Europy Wschodniej i Centrum Egzaminacyjne Goethe-Institut.
Na Wydziale Humanistycznym umiejscowione są oddziały ogólnopolskich towarzystw i stowarzyszeń naukowych (Polskie Towarzystwo Historyczne, Towarzystwo Miłośników Języka Polskiego, Towarzystwo Literackie im. A. Mickiewicza, Polskie Towarzystwo Logopedyczne, Polskie Towarzystwo Filozoficzne), a także komitety olimpiad przedmiotowych dla uczniów szkół ponadpodstawowych (historia, język polski, filozofia, wiedza o mediach). Odbywają się tu warsztaty dla szkół ponadpodstawowych, m.in. „Czwartki z humanistyką”, konkursy językowe, logopedyczne, literackie i recytatorskie. 